# Il sentiero dell'oro
Il sentiero dell'oro (Finger on the Trigger) è un film del 1965 diretto da Sidney W. Pink.
È un film western statunitense e spagnolo con Rory Calhoun, James Philbrook e Todd Martin.

## Produzione
Il film, diretto da Sidney W. Pink su una sceneggiatura e un soggetto Pink e di Luis de los Arcos, fu prodotto dallo stesso Pink per la Films Internacionales e girato in Spagna.

## Distribuzione
Il film fu distribuito al cinema con il titolo Finger on the Trigger negli Stati Uniti dal 1º maggio 1965 dalla Allied Artists Pictures e in Spagna dal 22 marzo 1965 dalla As Films S.A. con il titolo El dedo en el gatillo.
Altre distribuzioni:
- in Finlandia il 17 marzo 1967 (Kultaiset luodit)
- in Francia (Le chemin de l'or)
- in Grecia (Me to dahtylo sti skandali)
- in Brasile (Saraivada de Balas)
- in Italia (Il sentiero dell'oro)

## Promozione
Le tagline sono:
- "Keep Your Eye On The Indians And Your Finger On the Trigger!".
- "TAGLINOThe action never stops!RIGINALE".
- "What Was The Secret Of Her Mission To Ft. Grant?".
- "In the old west there was only one way to stay alive...".